# Johan August Grevillius
Johan August Grevillius, född 18 december 1816 i Kalvs församling, död 28 augusti 1878 i Norrköping, var en svensk präst.

## Biografi
Johan August Grevillius föddes 1816 i Kalvs socken. Han var son till kyrkoherden Carl Johan Grevillius och Christian Foenander. Grevillius blev höstterminen 1835 student vid Uppsala universitet, där han vårterminen 1841 avlade filosofie kandidatexamen och 1842 promoverades till filosofie magister. Han prästvigdes 1841 i Uppsala domkyrka och blev 1844 föreståndare för Realgymnasiet i Göteborg. Grevillius blev 1845 stadskateket i Göteborg och avlade 1849 pastoralexamen. Han blev 22 augusti 1851 kyrkoherde i Hedvigs församling i Norrköping, tillträdde direkt och utnämndes 1 september 1858 till prost. Han var talare vid bibelsällskapets högtidsdag 1858. Grevillius blev 20 juli 1870 kontraktsprost i Norrköpings kontrakt och utnämndes 1874 till ledamot av Nordstjärneorden. Han avled 1878 i Norrköping.

### Familj
Grevillius gifte sig 1844 med Alfhilda Blenda Rosaura Eiserman (1821–1872), dotter till polissekreteraren Jacob Samuel Eiserman och Anna Larsson. De fick tillsammans barnen skådespelaren Carl Hugo Grevillius (född 1845) i Stockholm, Alfhilda Maria Heliodora Grevillius (1848–1856), operasångaren Ragnar Grevillius (1850–1920) i Göteborg, Alrik Johannes Grevillius (1855–1856), Lennart Olof Grevillius (1861–1861) och botanikern Anders Grevillius (1864–1925).

### Översättningar
- Iakttagelser vid sjuk- och dödsbädden av E. Kündig.[1]
- Om det religiösa måleriets utvecklingsgång av C. E. Luthardt.[1]
- Om framställning af smärtan i den bildande konsten av C. E. Luthardt.[1]

### Fotnoter
1. 1 2 3 4 5 6 7 8 9 10 11 12 13 14 15 16 17  Meurling, Erik; Johan Alfred Westerlund, Johan Axel Setterdahl (1917-1919). Linköpings stifts herdaminne. 3. Linköping: Östgöta Correspondentens Boktryckeri AB. sid. 178-181. Libris 41149. https://litteraturbanken.se/f%C3%B6rfattare/WesterlundJA/titlar/Link%C3%B6pingsStiftsHerdaminne3/sida/194/faksimil